# Oncidium micropogon
O Oncidium micropogon é uma espécie de orquídeas do género Oncidium, da subfamília Epidendroideae pertencente à  familia das Orquidáceas. É nativa do Brasil.

## Sinônimos
- Oncidium dentatum Klotzsch (1855)
- Oncidium macropetalum Klotzsch (1855)
- Alatiglossum micropogon (Rchb.f.) Baptista (2006)